# Erdélyi Tudósító
Az Erdélyi Tudósító társadalmi, tudományos és hitbuzgalmi szemle, szerkesztője Veress Ernő. Brassói Katholikus Tudósító címen „társadalmi, hitbuzgalmi, közgazdasági” lapként indult, egy időben hetenként, majd kéthetenként, végül havonta jelent meg. Az Erdélyi Tudósító címet 1919. február 17-től vette föl, 1929-től Kolozsvárott szerkesztették; 1936-os, XIX. évfolyama Tudósító címen jelent meg. 1944-ben Új Erdély címen Kovrig Béla szerkesztette. Hitbuzgalmi jellegű írások mellett szépirodalmat, művelődéstörténeti tanulmányokat, irodalmi és színházi műbírálatot, könyv- és folyóiratszemlét is tartalmazott, egyházi szerzőktől, laikusoktól egyaránt. Jeles szerzői Schütz Balázs római katolikus egyházi író, Mertz Károly piarista szerzetes, pedagógiai szakíró, Székely László néprajzkutató, stb.
1923 és 1930 között Az Erdélyi Tudósító Könyvtára címen részben hitbuzgalmi, részben tudományos jellegű műveket tartalmazó sorozatot adott ki, megjelentette Az Erdélyi Tudósító Almanachját (Kolozsvár, 1933), amely a kalendáriumi rész mellett szépirodalmat és népszerűsítő tudományos írásokat, könyv- és folyóiratszemlét is tartalmazott.